# West Scrafton
West Scrafton – wieś w Anglii, w hrabstwie North Yorkshire, w dystrykcie (unitary authority) North Yorkshire. Leży 62 km na północny zachód od miasta York i 327 km na północ od Londynu.